# Seixo de Gatões
Seixo de Gatões é uma povoação portuguesa sede da Freguesia de Seixo de Gatões do município de Montemor-o-Velho, freguesia com 10,9 km² de área e 1344 habitantes (censo de 2021), tendo, por isso, uma densidade populacional de 123,3 hab./km².

## Geografia
Além da sede, a Freguesia de Seixo de Gatões é constituída pelas seguintes povoações: Cabeça Alta, Carapetos, Lavegada, Moita, Ninho do Grou, Pedra Branca, Porto Mieiro, Quinta de Cavaleiros, Ribeiro, São Jorge, Vale Saramago, Casal do Jagaz e Vergieira.
Está delimitada a norte pela freguesia de Arazede; a sul pela freguesia de Montemor-o-Velho; a oeste pela freguesia de Liceia; a leste pela freguesia da Carapinheira; e a sudoeste pela freguesia de Gatões.
Foi vila e sede de concelho, até ao início do século XIX, quando se denominava, ainda, somente, por Seixo, detendo os territórios de Gatões, que era um pequeno lugar desta vila. Era constituído apenas pela freguesia da vila e tinha, em 1801, 886 habitantes.
Seixo deriva da palavra latina: "saxum", o que possibilita o lugar ter sido povoado por povos romanos no passado, embora não tenham sido encontrados vestígios de ocupação, na localidade.
A sua paisagem é variada, constituída por diversos campos de cultivo (milho, trigo) e inúmeras zonas florestais e, pelas suas várias características, é considerada uma região gandaresa.
Seixo de Gatões apresenta uma escola primária, um centro cultural, um centro de saúde, um lar de dia para idosos, um centro informático, uma farmácia, um centro polidesportivo, utilizado em vários desportos organizados pela freguesia, e uma Igreja Matriz, datada do século XVIII, dedicada ao seu orago, São João Baptista.

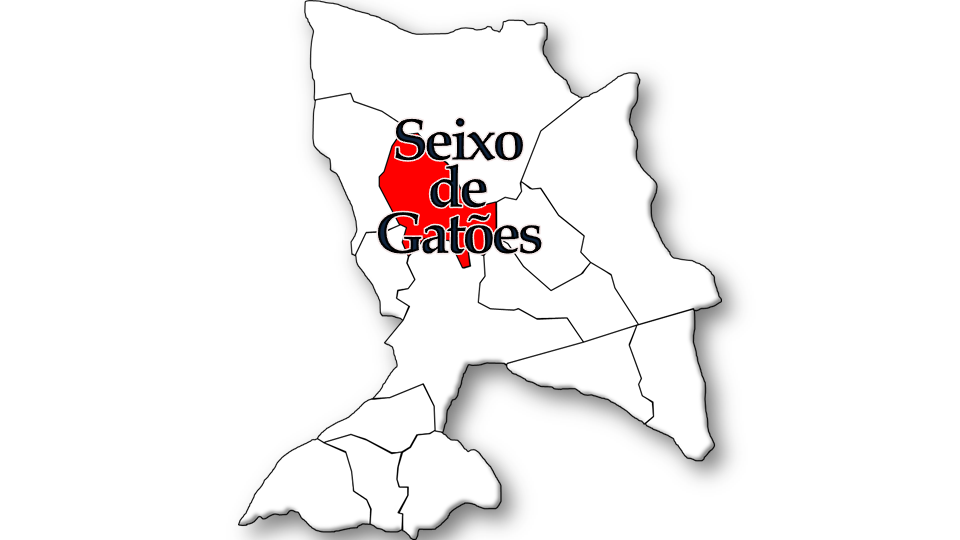
Localização no Município de Montemor-o-Velho

## Demografia
Nota: Nos censos de 1911 a 1930 tinha anexada a freguesia de Gatões. Pelo decreto-lei nº 27.424, de 31 de dezembro de 1936, passaram a constituir freguesias autónomas (Fonte: INE)
A população registada nos censos foi:
| Distribuição da População por Grupos Etários | Distribuição da População por Grupos Etários | Distribuição da População por Grupos Etários | Distribuição da População por Grupos Etários | Distribuição da População por Grupos Etários |
| -------------------------------------------- | -------------------------------------------- | -------------------------------------------- | -------------------------------------------- | -------------------------------------------- |
| Ano                                          | 0-14 Anos                                    | 15-24 Anos                                   | 25-64 Anos                                   | > 65 Anos                                    |
| 2001                                         | 204                                          | 184                                          | 747                                          | 294                                          |
| 2011                                         | 205                                          | 141                                          | 785                                          | 318                                          |
| 2021                                         | 155                                          | 136                                          | 702                                          | 351                                          |

## Património
- Igreja de São João Baptista (matriz)
- Cruzeiros

## Brasão
Armas - Escudo de verde, uma roca de linho de ouro, com o cabo vergueteado de vermelho e ouro, posta em banda e acompanhada em chefe de uma espiga de milho, desfolhada, de ouro e em campanha de uma batateira de prata, tuberculada de negro. Coroa mural de prata de três torres. Listel branco, com a legenda a negro, em maiúsculas: “SEIXO DE GATÕES“.